# Pro Football Hall of Fame

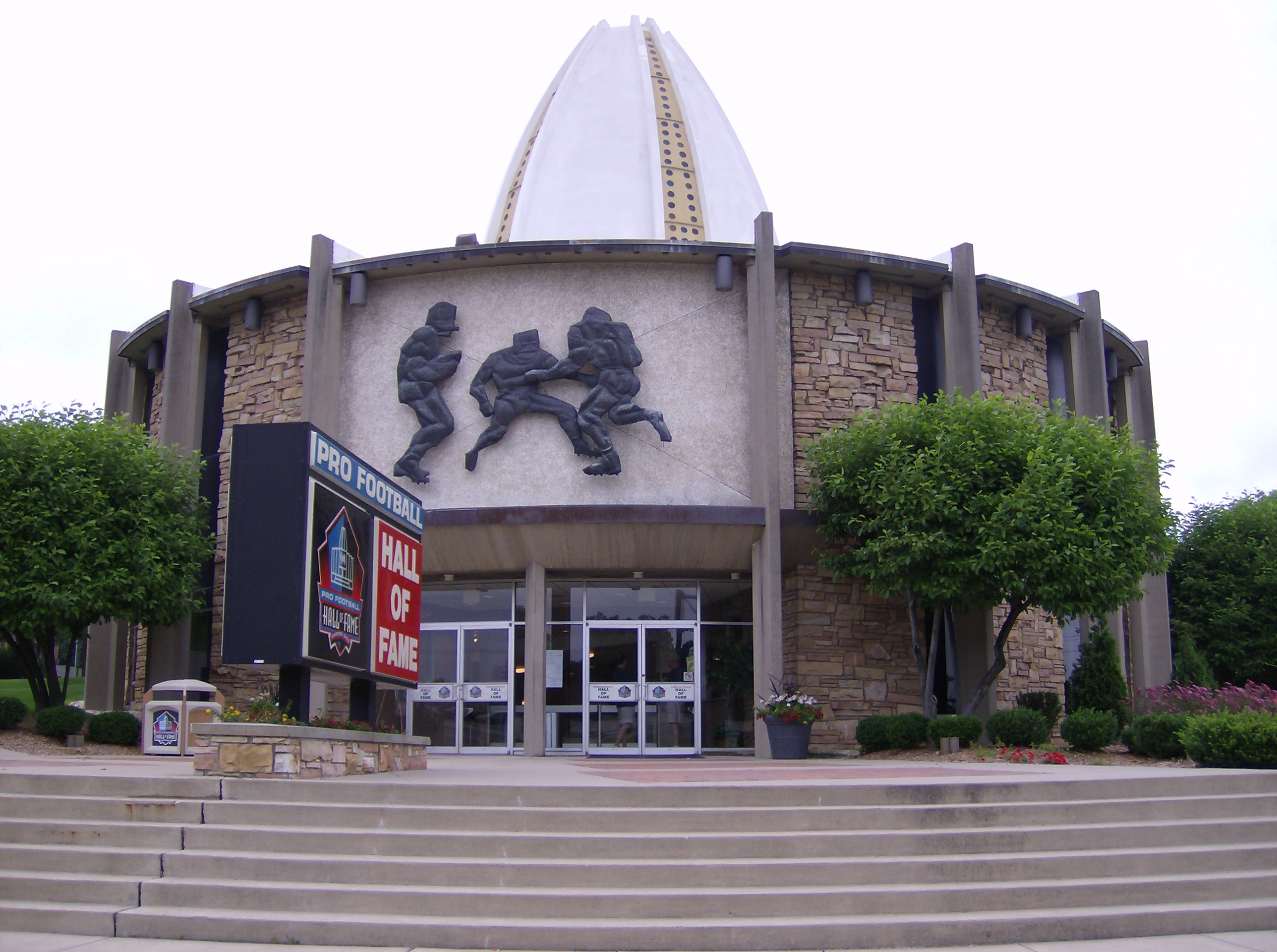

Pro Football Hall of Fame är Hall of Fame för den professionella ligan NFL i amerikansk fotboll. Den är baserad i Canton, Ohio och har funnits sedan 1963. Sett till 2017 har 310 spelare och tränare röstats in.
Pro Football Hall of Fame är baserad i Canton för att det var just där NFL grundades år 1920 och staden runt den tiden hade ett lag i ligan, Canton Bulldogs, som var de första att vinna ligan två år i rad. Under åren har den ursprungliga byggnaden byggts ut från 1800 m² till den nuvarande ytan 7647 m². Ett projekt har dragits igång för att bygga upp en hel Hall of Fame-by, även det i Canton, som ska vara klar tills ligans hundraårsjubileum år 2020. Byn ska vara i framkant i teknologi och klassas som "smart stad". Byn kommer bland annat innehålla en arena, ett sportkomplex för unga, hotell och liknande saker. Projektet kostar 600 miljoner dollar men förväntas bli lönsamt i längden.